# 幻冬舎ノベルス
幻冬舎ノベルス（げんとうしゃノベルス、GENTOSHA NOVELS）は、株式会社幻冬舎が1996年から発行している新書（ノベルズ）判の小説レーベル。

## 概要
ミステリー作品やファンタジー作品を中心に刊行されている。中には架空戦記小説や時代小説などもある。
幻冬舎から発行された単行本のノベルス化が中心である。中には、幻冬舎のPR小説誌「PONTOON（ポンツーン）」に連載された赤川次郎『交差点に眠る』などのように、雑誌に掲載された作品が収録されるケースもある。後に幻冬舎文庫に収録される作品が多い。
ミステリー作品には、幻冬舎推理叢書、Gentosha Mystery Libraryとの表記がある。
カバーや奥付には、「槍を高くかざした原始人」をモチーフにした幻冬舎のロゴマークとGENTOSHA NOVELSの文字が入っている。

## 主な収録作家
以下の作家が主に収録されている。
- 赤川次郎 - 『目ざめれば、真夜中』『闇が呼んでいる』『交差点に眠る』『ひとり暮し』『風と共に散りぬ』
- 梓林太郎 - 『流転山脈』『風炎連峰』
- 雨宮早希 - 『EM（エンバーミング）』『遺体処置 EM 2』『顔のない女』『ボーダーライン』
- 内田康夫 - 『悪魔の種子』『鄙の記憶』『華の下にて』
- 大沢在昌 - 『北の狩人』（上下） 『砂の狩人』（上下） 『黒の狩人』（上下）
- 菊地秀行 - 『妖戦記 魔界都市1999』『闇の訪問者 BM』『夜凶街』『屍凶街』
- 清涼院流水 - 『エル 全日本じゃんけんトーナメント』『ユウ 日本国民全員参加テレビ新企画』
- 西村京太郎 - 『焦げた密室』
- 麻耶雄嵩 - 『鴉』『螢』
- 道尾秀介 - 『背の眼』『骸の爪』『花と流れ星』
- 森博嗣 - 『女王の百年密室』『迷宮百年の睡魔』『工学部・水柿助教授の日常』『工学部・水柿助教授の逡巡』『工学部・水柿助教授の解脱』
- 森村誠一 - 『破婚の条件』『コールガール』（上下） 『正義の証明』（上下） 『氷の人形』『武士の尾』
- 山田正紀 - 『妖鳥』『仮面』